# Sybra decemmaculata
Sybra decemmaculata är en skalbaggsart som beskrevs av Stefan von Breuning 1965. Sybra decemmaculata ingår i släktet Sybra och familjen långhorningar. Inga underarter finns listade i Catalogue of Life.